# 費爾芒特 (科羅拉多州)
費爾芒特（英語：Fairmount）是位於美國科羅拉多州傑佛遜縣的一個非建制人口普查指定地區。

## 地理
費爾芒特的座標為39°47′26″N 105°10′28″W / 39.79056°N 105.17444°W，而該地最高點為海拔高度1705米（即5595英尺）。

## 人口
根據2010年美國人口普查的數據，費爾芒特的面積為16.00平方千米，當中陸地面積為15.50平方千米，而水域面積為0.50平方千米。當地共有人口7559人，而人口密度為每平方千米472人。